# Pierre Joseph Pelletier
Pierre Joseph Pelletier, nascut el 22 de març de 1788 a París i traspassat el 19 de juliol de 1842 també a París, va ser un naturalista i químic francès que va aïllar la clorofil·la i va iniciar l'estudi dels alcaloides aïllant la quinina, l'estricnina, l'emetina, etc.

## Biografia
Pelletier era fill de Bertrand Pelletier, un farmacèutic seguidor de les teories de Lavoisier, i es va formar sota la seva influència. Pelletier va ser professor de l'Escola de Farmàcia de París i, des de 1832, el seu director. Des del 1840 va ser membre de l'Académie des sciences.

## Obra
El 1817, amb la col·laboració de Joseph Bienaimé Caventou, va aïllar per primera vegada la clorofil·la, el pigment verd de les plantes que és essencial pel procés de fotosíntesi.

Quinina

Més endavant els seus interessos foren cap a una nova classe de substàncies alcalines presentes en els vegetals, anomenades alcaloides pel farmacèutic alemany Frederick W. Sertürner que havia aïllat la morfina de l'opi el 1806. Pelletier va aïllar-ne primer l'emetina i amb Caventou va continuar la recerca de més alcaloides, i el 1820 descobrien l'estricnina (1818), la brucina i la veratrina (1819) la cinconina, la colquicina, la quinina (1820). Alguns d'aquests composts aviat trobaren usos medicinals, com per exemple la quinina que es va emprar per combatre la malària. Aquestes aplicacions varen marcar el començament del canvi gradual des de l'ús d'extractes de plantes i infusions cap a l'ús de composts naturals i sintètics aïllats en la natura o sintetitzats al laboratori. El 1823 Pelletier, després d'haver treballat amb Jean-Baptiste Dumas, va publicar anàlisis d'uns quants alcaloides demostrant la presència de nitrogen en tots ells a més de carboni, hidrogen i oxigen. També va aïllar la picrotoxina i els alcaloides piperina i cafeïna, aquesta amb Pierre Jean Robiquet.

### Obres
- Pelletier, P.J; Caventou, J.B.. Notice sur la matière verte des feuilles.  París: L. Colas, 1817.
- Pelletier, P.J.; Caventou, J.B. «Note sur un nouvel Alcali». Annales de Chimie et de Physique [París], 1818.
- Pelletier, P.J.; Caventou, J.B. «Sur un nouvel Alcali végétal (la Strychnine) trouvé dans la fève de Saint-Ignace, la noix vomique…». J. Pharm. [París], 1819.
- Pelletier, P.J; Caventou, J.B.. Recherches chimiques sur les quinquinas.  París: Crochard, 1820.
- Pelletier, P.J.; Caventou, J.B. «Sur la nature de la substance adipocireuse de l'ambre gris et sur l'origine de ce…». J. Pharm. [París], 1820.
- Pelletier, P.J. Notice sur les recherches chimiques.  París: de Fain, 1829.
- Pelletier, P.J; Caventou, J.B.. Recherches sur les propriétés chimiques et médicales de la racine de kahinça.  París: Crapelet, 1830.